# Paradorn Srichaphan
Paradorn Srichaphan (* 14. června 1979) je bývalý thajský tenista.
V roce 2000 postoupil spolu s Tamarine Tanasugarnovou do finále Hopmanova poháru. V květnu 2003 byl klasifikován na 9. místě žebříčku ATP a stal se tak prvním asijským tenistou, který pronikl do nejlepší světové desítky. Ve stejném roce postoupil do osmifinále Wimbledonu, když ve třetím kole porazil Rafaela Nadala, pro kterého to byla první grandslamová porážka v kariéře.
Vyhrál pět turnajů okruhu ATP:
- 2002 Connecticut Open
- 2002 Stockholm Open
- 2003 Chennai Open
- 2003 Connecticut Open
- 2004 Nottingham Open

V roce 2010 hrál v thajském akčním filmu Bang Rajan 2. Jeho manželkou byla v letech 2007 až 2011 kanadská modelka ruského původu Natalie Glebovová, vítězka soutěže Miss Universe 2005.